# Stalattite

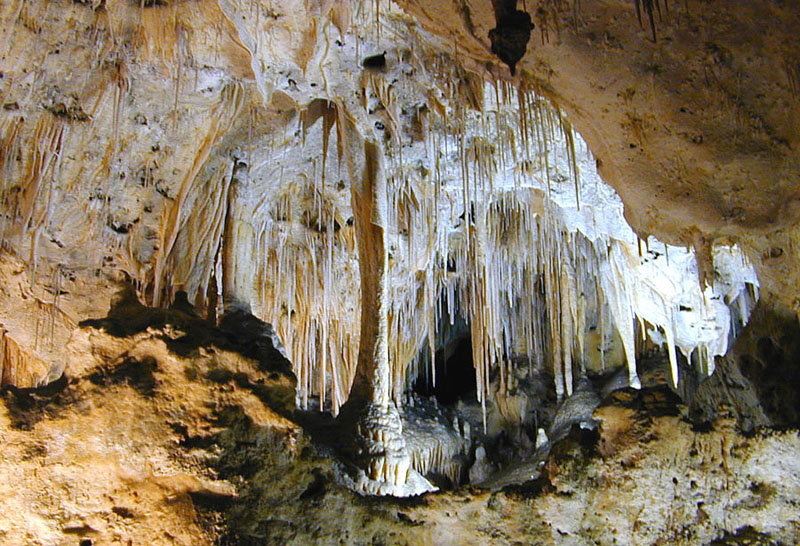
Stalattiti nella grotta di Carlsbad, Nuovo Messico

La stalattite è una formazione calcarea pendente dalla sommità delle grotte soggette a fenomeni di carsismo.
Il nome deriva dalla parola greca "σταλακτίτης" (stalaktites), che significa "gocciolante".

## Formazione
Una stalattite si forma a seguito dei continui e prolungati depositi di minerali trasportati dalle acque percolanti nella grotta, in particolare del bicarbonato di calcio che poi precipita in carbonato di calcio che si deposita e forma così la stalattite. La formazione delle grandi stalattiti richiede tempi lunghissimi, dell'ordine anche di migliaia di anni.
La stalattite più lunga conosciuta si trova nella camera delle Rarità nella Gruta Rei do Mato (Sete Lagoas, Minas Gerais, Brasile), ed è lunga 20 metri.

### Aspetto[1]
La stalattite ha generalmente una forma cilindrica o di cono allungato, ma se la grotta è percorsa da correnti d'aria può deviare dal suo asse verticale e assumere forme bizzarre. Quando una stalattite si congiunge a una stalagmite si ha la formazione di una colonna.
Una curiosità è costituita dalla forma iniziale di  una stalattite, la cannula, che si presenta come un tubicino semitrasparente attraverso cui passano le gocce d'acqua. Se la grotta ne presenta molte, dal basso si ha la sensazione di una cascata di spaghetti.
Un'ulteriore variante è la stalattite a cortina, caratterizzata da una forma allargata, che le fanno assumere un profilo triangolare e sottile.

### Stalattiti eccentriche
Si tratta di formazioni, di dimensioni generalmente ridotte, che sembrano non obbedire alla legge di gravità come le normali stalattiti. Esse si accrescono infatti lateralmente, a semicerchio e perfino verso l'alto, dando vita a forme spettacolari. Sulla loro genesi i pareri degli studiosi sono discordi, per cui nella letteratura speleologica troviamo varie ipotesi; ad ogni modo, all'origine del loro casuale dirigersi in ogni direzione, vi sono indubbiamente varie cause.
A parte il caso della presenza di eventuali correnti d'aria che possono far deviare orizzontalmente il tragitto delle gocce d'acqua, negli altri casi il ruolo principale è giocato da particolari forme di cristallizzazione della calcite. La calcite è un minerale che cristallizza nel sistema romboedrico; la cannula stalattitica è infatti formata da una serie di piccolissimi romboedri che si compenetrano uno nell'altro. Se, per cause varie, in tale tubicino avviene una perforazione laterale, l'acqua che fuoriesce attraverso tale apertura crea un'apposizione laterale di altri romboedri.
La direzione rispetto all'orientamento comune può essere causata anche dalla presenza di impurità di varia natura, che possono ostacolare la crescita del romboedro di calcite in una direzione, per cui può formarsi una ramificazione laterale che continuerà a svilupparsi in una diversa direzione.
Vi sono poi stalattiti eccentriche costituite da un canaletto centrale estremamente piccolo, con diametro inferiore al millimetro, nel quale l'acqua scorre molto lentamente; alla sua estremità inferiore, è sempre presente una gocciolina d'acqua in cui i cristalli di calcite possono disporsi secondo diversi orientamenti, da cui le diverse direzioni assunte dalle concrezioni che si formano.